# سپیدیال
سپیدیال فیلمی به کارگردانی و نویسندگی محسن محسنی نسب محصول سال ۱۳۷۲ است.

## خلاصه داستان
علی اسب سفیدی به نام صبا دارد که تنها یادگار پدر شهید او است. اسب هر روز به محل نامعلومی در جنگل می‌رود و ظهر بازمی‌گردد. تلاش علی برای دریافتن این راز بی‌نتیجه می‌ماند؛ تا این که روزی اسب به جنگل می‌رود و بازنمی‌گردد و علی که گمان می‌کند اسب را دزدیده‌اند برای دریافتن تنها یادگار پدر در جنگل به جست و جو می‌پردازد. او در شهر تابلویی می‌بیند که نقش اسب او است. به دنبال نقاش تابلو به صومعه‌ای می‌رود که در دل جنگل واقع است. در آنجا با دختری به نام کاترین آشنا می‌شود. کاترین او را در بازیافتن اسب راهنمایی می‌کند و سرانجام با پیدا شدن اسب راز سفر هر روزه‌اش آشکار می‌شود.

## بازیگران
- حسین کاشی‌پور
- آزیتا صفری
- حمید طالقانی
- تقی شریفی
- مهدی قجر
- پرویز شاهین خو
- پروین نیک سرور
- فتانه صبوری
- رقیه عموزاده
- محمدتقی شریفی